# Lolita No. 18
Lolita No. 18 (en japonés, ロリータ18号) es una banda de música punk formada en Japón en 1989 por la cantante Masayo Ishizaka.

## Historia

### Primera etapa
Tras los primeros años, la formación de la banda se establece en 1993 con Kim*Rin al bajo, Enazo en la guitarra y Aya Bow en la batería. Durante un concierto consiguen llamar la atención de Audrey Kimura, propietaria del sello discográfico Benten y les invita a participar en la compilación "Benten Bentoh" que vio la luz en junio de 1994. Ese sería el inicio de la carrera discográfica de la banda, que ha estado ligada al sello de Kimura durante buena parte de su existencia.
En 1995 editan su primer LP, Karate Teacher. En él se perciben las características del sonido de la banda: punk alegre y ruidoso, letras a menudo irreverentes y, sobre todo, la particular voz de Masayo. 
El tercer álbum de la banda, Fubo Love NY, publicado en 1998, fue producido por Joey Ramone y en dicho disco incluyen una versión del tema Rockaway Beach de los propios Ramones. Ese álbum es el primero que editan bajo Sister Records, subdivisión de Benten Label que gozaba de un acuerdo de distribución más extenso, debido al éxito que Lolita No. 18 y Petty Booka cosechaban en el panorama alternativo japonés.
Poco después vuelven a conseguir que uno de sus ídolos les produzca un álbum; en esta ocasión es Olga, de Toy Dolls, quien produce su quinto álbum, precisamente titulado Toy Doll. La relación es buena y Olga volvería a producir un disco de Lolita No. 18, Angel of The North, en el año 2000.

### Segunda etapa
La formación clásica de Lolita No. 18 llega a su fin en 2001, y todas las componentes, a excepción de Masayo, abandonan la banda de forma amistosa. El 21 de diciembre de 2001 se despiden de su público en un concierto en el Club Quattro de Shibuya, Tokio, cuya grabación fue editada en DVD. Con el nuevo año, Masayo pone en marcha la nueva formación del grupo. También funda su propio sello Destroin en el que editar las referencias de la banda. Sin embargo, continúan su buena relación con el sello Benten y en él publican un split junto a la banda de oi! surcoreana Nonstop Body.
Tras un pequeño baile de componentes, la formación de Lolita No. 18 queda con Masayo como cantante, Light en la guitarra, To-Bu en la batería y Takochi al bajo. Este es el combo que edita el DVD 18 Years... en noviembre de 2007 para celebrar el décimo octavo aniversario de la banda.

## Discografía
- 1995 - カラテの先生 (Karate Teacher)
- 1996 - 姉さん裸走り (Sister Run Naked)
- 1997 - 髭忍者 (Hige-Ninja)
- 1998 - 父母♥NY (Fubo Love NY)
- 1999 - ヤリタミン (Yalitamin)
- 1999 - Toy Doll
- 2000 - ロリータ18号ライブ1995-1996 (Lolita No.18 Live 1995-1996)
- 2000 - 副隊長 (Fukutaichou)
- 2000 - Toy Doll Tour 2000
- 2000 - 鳥人間 (Toriningen, edición internacional como Angel of The North)
- 2001 - The Great Rock 'n' Roll Festival!!!
- 2002 - Best of Lolita No. 18 (recopilatorio)
- 2003 - Destroin
- 2004 - Lolita Let's GO!GO!!GO!!!
- 2005 - Check the Marten
- 2005 - Nuts The Animal
- 2006 - Best Best Best Must!! (recopilatorio)
- 2010 - アキラメルカ？(Akirameruka?)

## Enlaces
- Web Oficial (japonés)
- Sección de Lolita No. 18 en la web de Benten Label Archivado el 18 de marzo de 2016 en Wayback Machine. (inglés)

- Datos: Q1754824